# Salicas-San Blas
Se denomina Salicas-San Blas al conglomerado urbano que se extiende entre diversas localidades del departamento San Blas de los Sauces dentro de la provincia de La Rioja, Argentina. Gran parte de estas localidades están ubicadas a lo largo de una franja paralela a la Ruta Nacional 40 y en cercanías del río Los Sauces.
La localidad de San Blas es la cabecera del departamento homónimo, si bien no es la más poblada del departamento. En la inmediata localidad de Salicas se concentran las funciones administrativas y de gestión y en la localidad de San Blas tienen más relevancia los aspectos religiosos.

## Población
Si bien el conglomerado urbano abarca un conjunto de pequeñas localidades que se suceden a lo largo del valle, toma su nombre de la virtual unión de las dos más importantes: la cabecera San Blas y la más poblada Salicas. 
A pesar de que en algunos casos la proximidad entre ellas, sumada a la presencia de parcelas de carácter rural, produce una cierta falta de definición en los límites, las localidades no han perdido sus rasgos individuales y sus instituciones, por ejemplo sus establecimientos educativos o sus centros de atención primaria en salud.
| Localidad                                     | Censo 2001 | Censo 2010 | Observaciones                                                     |
| --------------------------------------------- | ---------- | ---------- | ----------------------------------------------------------------- |
| San Blas-Salicas                              | 1090       | 1130       | Censo 2001: San Blas=388 y Salicas=702 habitantes                 |
| Alpasinche-Chaupihuasi                        | 755        | 650        | Censo 2001: Alpasinche=552 y Chaupihuasi=203 habitantes           |
| Los Robles                                    | 1216       | 1237       | Censo 2010: Los Robles=524, Las Talas=334 y Cuipan=379 habitantes |
| Schaqui                                       | 498        | 438        |                                                                   |
| Suriyaco                                      | 181        | 208        |                                                                   |
| Andolucas                                     | 142        | 155        |                                                                   |
| Amuschinas-Tuyubil                            | 145        | 100        | Censo 2010: Amushina=28 y Tuyubil=72 habitantes                   |
| Resto del Departamento San Blas de los Sauces | 21         | 9          |                                                                   |
| Total Población Urbana                        | 4027       | 3918       |                                                                   |

Fuente: DIRECCION GRAL. DE ESTADISTICA Y SISTEMAS DE INFORMACION LA RIOJA - septiembre de 2013